# Vélopolitain

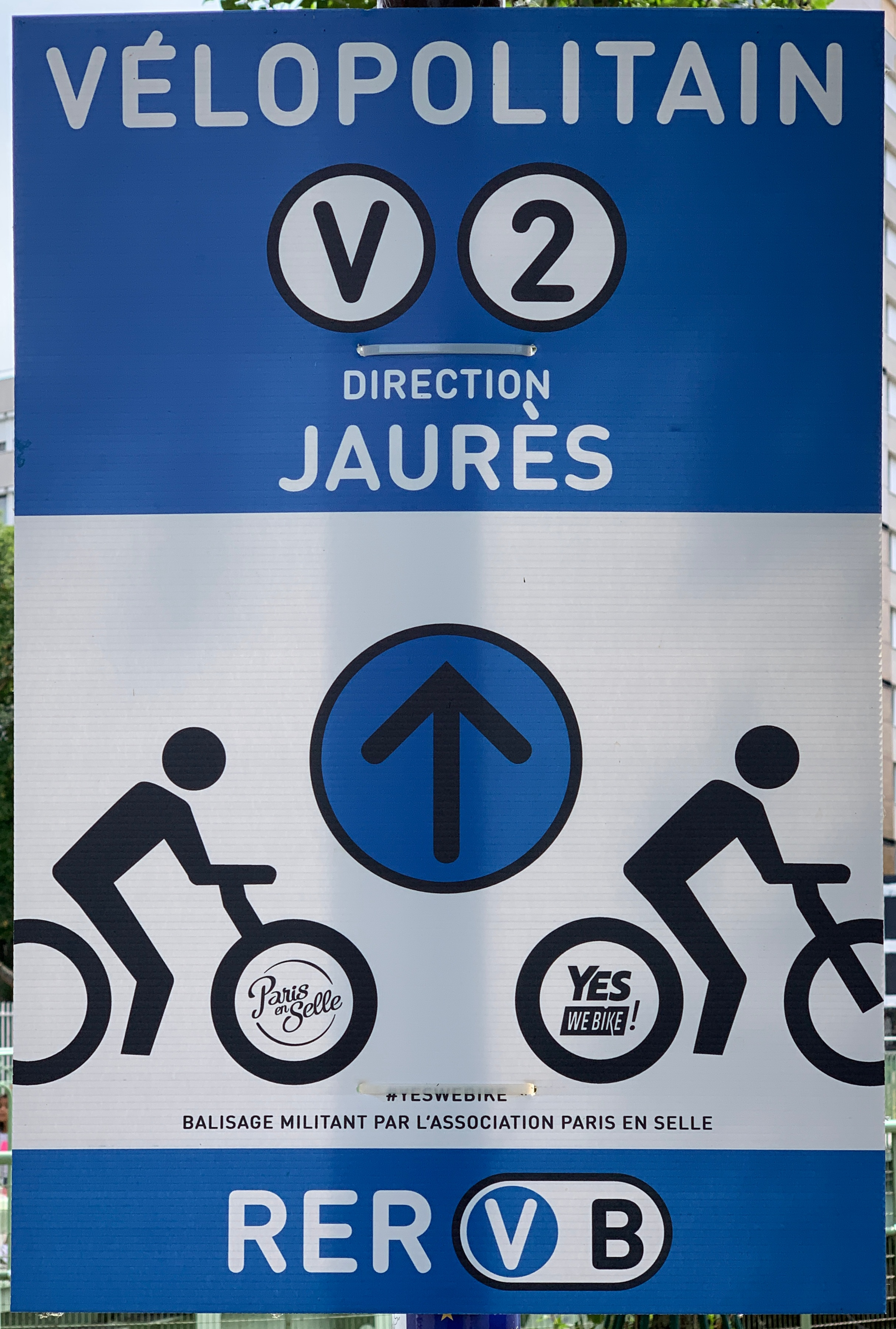
Affiche de la ligne 2 du Vélopolitain

Le vélopolitain est un aménagement du réseau francilien de pistes cyclables initié en 2019 par les associations Mieux se déplacer à bicyclette et Paris en selle et repris par la Mairie de Paris. Il consiste à baliser et aménager des itinéraires cyclables suivant le parcours des lignes du métro de Paris.

## Histoire
Le Vélopolitain est un projet porté par les associations Mieux se déplacer à bicyclette (MDB) et Paris en selle qui est inauguré le 12 décembre 2019, durant une grève des transports.
Cette infrastructure, tout comme le RER Vélo et les pistes temporaires dites « coronapistes » mises en place lors de la pandémie de Covid-19, est prise en compte par le plan Vélo 2021-2026 porté par la ville de Paris.

## Description
Ce réseau cyclable est nommé en référence au métropolitain, dont la longueur serait équivalente. Il devra s'inscrire dans la continuité du RER Vélo, qui relie les banlieues aux alentours de Paris. Son budget est estimé à 250 millions d'euros.

## Lignes du réseau

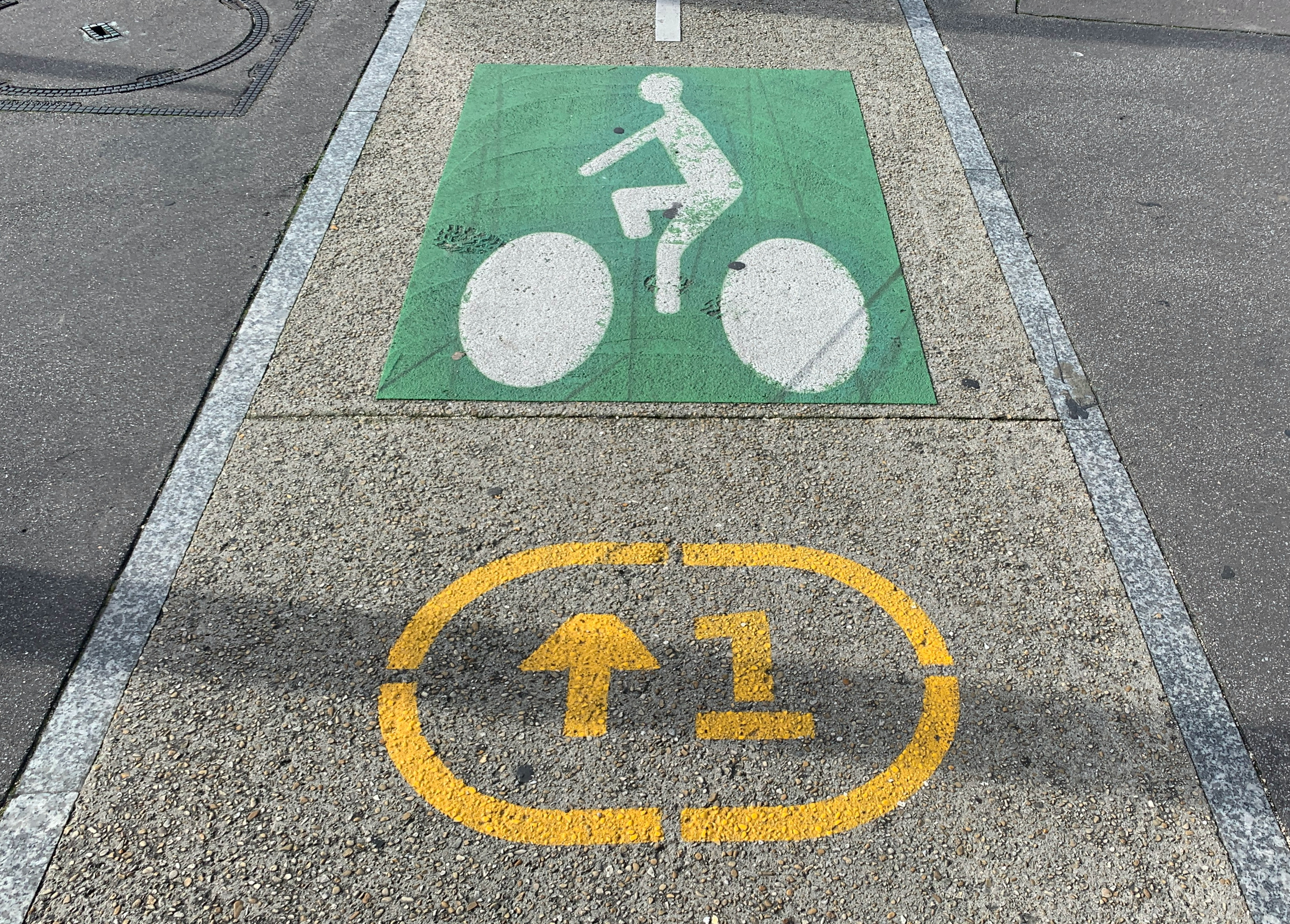
Marquage au sol de la ligne 1 du vélopolitain, Porte de Vincennes

Avec 13 lignes diamétrales et 3 lignes circulaires pour une longueur de 170 km, le vélopolitain se veut suffisamment dense pour desservir toute la ville de Paris :
- ligne V1 : cette ligne traverse Paris d'ouest en est via Porte Maillot et Châtelet et relie la Défense à Vincennes (elle suit l'axe de la ligne 1 du métro) ;
- ligne V2 : cette ligne traverse Paris du nord-est à l'ouest, de Pantin à Puteaux ;
- ligne V3 : elle relie Neuilly à Montreuil, d'ouest en est ;
- ligne V4 : cette ligne traverse Paris du nord au sud, en reliant Aubervilliers à Montrouge en passant par Châtelet ;
- ligne V5 : elle relie, du nord au sud, les villes de Saint-Denis et Villejuif ;
- ligne V8 : cette ligne traverse Paris du nord au sud-est, en reliant Clignancourt à Joinville-le-Pont ;
- ligne V9 : cette ligne longe les deux rives de la Seine et comporte deux branches :
  - V9d : sur la rive droite de la Seine,
  - V9g : sur la rive gauche de la Seine ;
- ligne V10 : cette ligne part de Boulogne-Billancourt à l'ouest pour s'arrêter non loin de Concorde ;
- ligne V11 : cette ligne part des Lilas au nord-est et s'arrête à Châtelet (elle suit l'axe de la ligne 11 du métro) ;
- ligne V12 : cette ligne part d'Issy-les-Moulineaux au sud-ouest pour s'arrêter à Montparnasse ;
- ligne V13 : cette ligne relie du nord au sud de Clichy/Saint-Ouen et Malakoff ;
- ligne C1 : une première ceinture reliant Concorde à Bastille en passant par Opéra, République et Saint-Germain-des-Prés ;
- ligne C2 : une deuxième ceinture qui relie Étoile à Nation en passant par Place de Clichy, Stalingrad, Place d'Italie et Denfert (soit approximativement le tracé des lignes 2 et 6 du métro) ;
- ligne C3 : elle longe le boulevard périphérique en passant par les boulevards des Maréchaux.